# Los labios
Los labios es una película dramática argentina de 2010 dirigida por Iván Fund y Santiago Loza. Fue exhibida en la sección Un Certain Regard del Festival Internacional de Cine de Cannes de 2010.

## Argumento
La película cuenta la historia de tres mujeres que llegan a una zona subdesarrollada de Argentina decididas a hacer una labor social con sus habitantes. Enfrentadas a esta pobreza, las tres se mudan a viviendas improvisadas en un hospital en ruinas. Posteriormente, comienzan el trabajo de registrar datos sobre las necesidades de la comunidad y llegan a conocerse, mientras intentan hacer habitables sus viviendas re, incluso, encontrar tiempo para salir de noche ocasionalmente.

## Reparto
- Eva Bianco
- Raul Lagge
- Victoria Raposo
- Adela Sanchez

## Premios
- Festival Internacional de Cine de Cannes de 2010: Premio Un Certain Regard a todo elenco de actrices del reparto (Adela Sanchez, Eva Bianco y Victoria Raposo)